# Brachypeza divergens
Brachypeza divergens är en tvåvingeart som beskrevs av Oskar Augustus Johannsen 1912. Brachypeza divergens ingår i släktet Brachypeza och familjen svampmyggor. Inga underarter finns listade i Catalogue of Life.